# 涼葉紅美
涼葉 紅美（すずは くみ、5月16日 - ）は日本の女性声優。ゆーりんプロ所属。千葉県出身。旧名は鈴木 久美子（すずき くみこ）。

## 出演作品

### テレビアニメ
- ゼロの使い魔（ケティ・ド・ラ・ロッタ、妖精）
- ゼロの使い魔 〜双月の騎士〜（妖精亭店員、銃士隊）
- 爆丸バトルブローラーズ（少年）
- プレイボール2nd（小学生2）

### WEBアニメ
- 金融戦隊ファイナンズ（キャラクターボイス）

### 外画
- FIRED UP！
- ミッシング
- ロメオ
- ゾンビ・ナイト

### ドラマCD
- フルハウスキス～PANICアフタヌーン（アニメイト特典）